# 3 juillet 1941
Le jeudi 3 juillet 1941 est le 184e jour de l'année 1941.

## Naissances
- Adoor Gopalakrishnan, réalisateur indien
- Fi Van Hoof, joueur de football belge
- Georg Herzig (mort le 13 juin 2008), peintre allemand
- Gloria Allred, avocate pour les droits civiques américaine
- Judith H. Myers, écologue canado-américaine
- Judith Miller (morte le 6 décembre 2017), philosophe et psychanalyste française
- Liamine Zéroual, président de la République algérienne démocratique et populaire de 1994 à 1999

## Décès
- Otto Lancelle (né le 27 mars 1885), militaire allemand
- Wilhelm Balthasar (né le 2 février 1914), as de l'aviation allemand

## Événements
- Fin de la bataille de Białystok–Minsk
- Joseph Staline annonce qu’il va mener une politique de la terre brûlée contre l’invasion allemande